# یرژی ویدیلک
یرژی ویدیلک (چکی: Jiří Vejdělek؛ زادهٔ ۱۱ مهٔ ۱۹۷۲) کارگردان فیلم اهل جمهوری چک است.
از فیلم‌ها یا برنامه‌های تلویزیونی که وی در آن نقش داشته است، می‌توان به مردان امیدوار اشاره کرد.